# Vahadenia
Vahadenia là chi thực vật có hoa trong họ Apocynaceae.